# Michael Birkett, 2n Baró Birkett
Michael Birkett, 2n Baró Birkett (22 d'octubre de 1929 – 3 d'abril de 2015) fou un productor, guionista i director de cinema britànic i par hereditari.

## Biografia

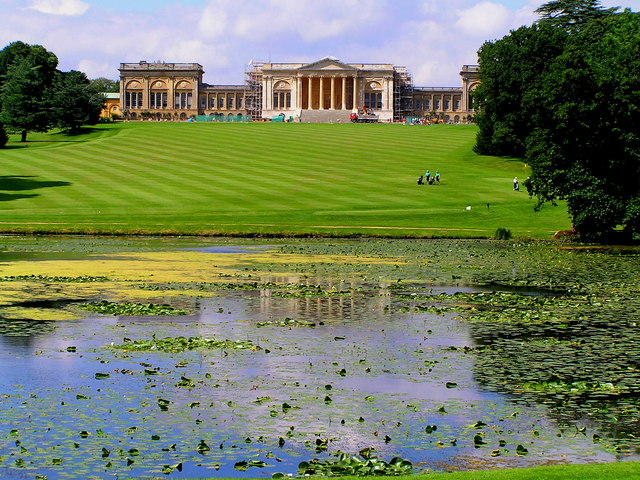
Stowe School, Buckinghamshire

Era l'únic fill de William Norman Birkett, 1r Baró Birkett i de la seva esposa, Ruth (née Nilsson). Va estudiar a Stowe i després a Trinity College, Cambridge. El 10 de febrer de 1962 va succeir el seu pare com a Baró Birkett, títol nobiliari creat el 1958.

### Cinema i literatura
Des de la dècada del 1960 es va dedicar a la producció de pel·lícules. El 1969 va produir A Midsummer Night's Dream de Sir Peter Hall i les pel·lícules de Peter Brook Marat-Sade (1967) i King Lear (1971). També fou productor executiu de la minisèrie de Brook The Mahabharata (1989), i més tard va produir la producció de Clive Donner de The Caretaker de Harold Pinter, protagonitzada per Alan Bates, Donald Pleasence i Robert Shaw.
També va escriure The Story of the Ring, una revisió de l'èpica operística de Wagner, publicat el 2009.

### Càrrecs públics
Birkett fou director delf The National Theatre entre 1975 i 1977 (sota Sir Peter Hall),i en tal qualitat fou assessor i Director per Entreteniment i Arts al Greater London Council (del 1979 fions a la seva abolició el 1986). Fou director executiu de la Royal Philharmonic Society, cap del BAFTA, governadro del BRIT School for Performing Arts and Technology (1990–2001), i de la Donatella Flick Conducting Competition (1990–2008).
També fou membre de la Cambra dels Lords des del 1962, quan va succeir el seu pare, on fou membre dels Crossbench del Parlament del Regne Unit. Allí fou membre de la Loteria Nacional i esdevé partidari que amb els diners es financessin les arts, i va proposar la idea en un discurs a la Cambra dels Lords el 1988. Dos anys més tard ell i Denis Vaughan van crear la Lottery Promotion Company, per demanar la legislació per establir una sense ànim de lucre, per administrar la loteria de manera privada, proposta que finalment es va adoptar (sota el primer ministre John Major el 1994.

## Família
El 13 d'octubre de 1960 Birkett es va casar anv Mrs Junia Crawford (née Elliott); Lady Birkett va morir el 1973. El 1978 es va casar amb Gloria Taylor, filla de l'empresari Thomas Taylor, i van tenir un fill, Thomas Birkett (nascut el 25 de juliol de 1982). Michael Birkett va morir el 2015 i el seu títol fou heretat pel seu fill Thomas Birkett, 3r Baró Birkett, director de fotografia.